# 甲南站

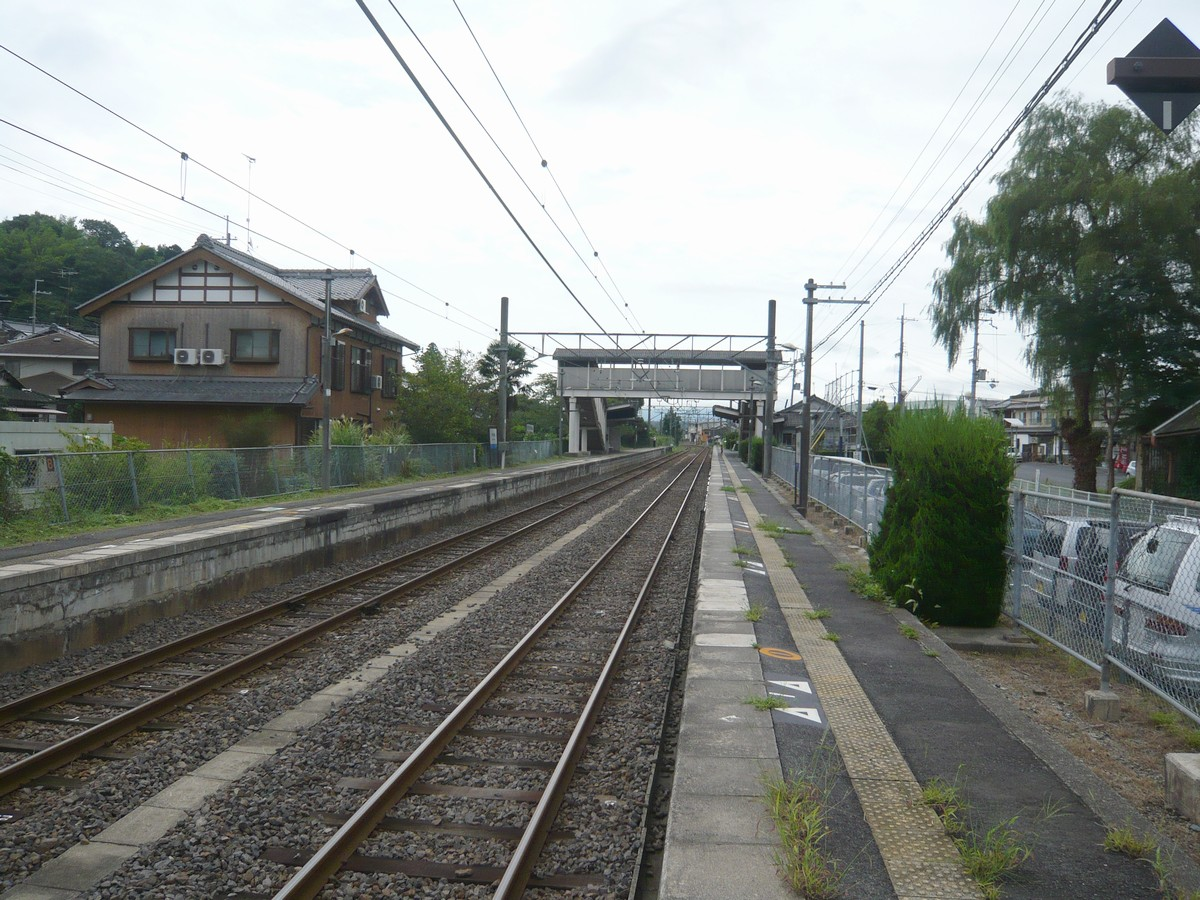
月台 (2007年9月)

甲南站（日语：／ Kōnan eki */?）是位於滋賀縣甲賀市甲南町深川，屬於西日本旅客鐵道（JR西日本）草津線的車站。

## 歷史
- 1890年（明治23年）2月19日 - 關西鐵道柘植站至三雲站之間開通，深川站啟用。
- 1907年（明治40年）10月1日 - 關西鐵道國有化（日语：鉄道国有法），成為帝國鐵道廳車站。
- 1909年（明治42年）10月12日 - 制定路線名稱，成為草津線車站。
- 1955年（昭和30年）5月 - （當時）甲南町向日本國有鐵道陳情，希望深川站改名為甲南站[1]。
- 1956年（昭和31年）4月10日 - 車站改名為甲南站[2]。
- 1987年（昭和62年）4月1日 - 伴隨國鐵分割民營化，車站由西日本旅客鐵道（JR西日本）營運。
- 2018年（平成30年）3月17日 - 此站開始可以使用IC卡「ICOCA」[3]。站內設有IC卡專用簡易閘機。
- 2019年（令和元年）5月11日 - 車站大樓翻新為鋼架2層高建築物。在北邊設有出入口，該處無障礙設施[4]。

在貴生川站啟用前，此站作為甲南、水口地區的主要總站。另外，長野北出至深川站之間設有長約約17公里的信樂索道支柱，在1928年起開始運送信樂燒。後來由於該索道上發生墜落事故，使在約2年之間廢止。

## 車站構造
本站是地面車站，設有2面2線的相對式月台。站房位於下行月台（2號月台）側，對面為上行月台（1號月台），兩月台之間透過跨線橋連接。此站是由草津站管理的鐵路車站。站內設有櫃臺與自動售票機，但未設置自動驗票閘機。而車站東邊設有可支援ICOCA等IC卡專用閘機。

### 月台
| 月台 | 路線   | 方向             |
| ---- | ------ | ---------------- |
| 1    | 草津線 | 柘植方向         |
| 2    | 草津線 | 貴生川、草津方向 |

※長久以來沒有編排月台編號。截至2009年7月，月台上加設編號。

## 使用狀況
以下為近年一日平均乘車人次列表
| 年度   | 一日平均 乘車人次 | 參考資料 |
| ------ | ----------------- | -------- |
| 1992年 | 1,057             | [ 7 ]    |
| 1993年 | 1,103             | [ 8 ]    |
| 1994年 | 1,112             | [ 9 ]    |
| 1995年 | 1,131             | [ 10 ]   |
| 1996年 | 1,153             | [ 11 ]   |
| 1997年 | 1,144             | [ 12 ]   |
| 1998年 | 1,201             | [ 13 ]   |
| 1999年 | 1,175             | [ 14 ]   |
| 2000年 | 1,217             | [ 15 ]   |
| 2001年 | 1,223             | [ 16 ]   |
| 2002年 | 1,181             | [ 17 ]   |
| 2003年 | 1,172             | [ 18 ]   |
| 2004年 | 1,196             | [ 19 ]   |
| 2005年 | 1,209             | [ 20 ]   |
| 2006年 | 1,191             | [ 21 ]   |
| 2007年 | 1,178             | [ 22 ]   |
| 2008年 | 1,168             | [ 23 ]   |
| 2009年 | 1,144             | [ 24 ]   |
| 2010年 | 1,127             | [ 25 ]   |
| 2011年 | 1,091             | [ 26 ]   |
| 2012年 | 1,048             | [ 27 ]   |
| 2013年 | 1,038             | [ 28 ]   |
| 2014年 | 949               | [ 29 ]   |
| 2015年 | 926               | [ 30 ]   |
| 2016年 | 884               | [ 31 ]   |
| 2017年 | 856               | [ 32 ]   |
| 2018年 | 856               | [ 33 ]   |
| 2019年 | 807               | [ 34 ]   |

## 車站周邊
- 甲賀市政廳甲南第一地域市民中心（舊甲南分所）
- 甲賀市立甲南第一小學（日语：甲賀市立甲南第一小学校）
- 浪速俊滋賀工場
- 甲賀流忍術屋敷：步行20分鐘，乘車約10分鐘
- 杣川（日语：杣川）

## 巴士路線
| 乘車處 | 系統                   | 主要途經                                   | 目的地   | 巴士公司       | 備註         |
| ------ | ---------------------- | ------------------------------------------ | -------- | -------------- | ------------ |
| 甲南站 | 寺庄、甲南、甲賀醫院線 | 貴生川站、甲賀市政廳、水口站、甲賀醫院     | 甲賀醫院 | 甲賀市社區巴士 | 只於平日行走 |
| 甲南站 | 環狀線                 | 希望丘三丁目、寺庄站、甲南第一地域市民中心 | 甲南醫院 | 甲賀市社區巴士 | 只於平日行走 |
| 甲南站 | 寺庄、甲南、甲賀醫院線 |                                            | 寺庄站   | 甲賀市社區巴士 | 只於平日行走 |
| 甲南站 | 環狀線                 | 甲南第一地域市民中心、寺庄站、希望丘三丁目 | 甲南醫院 | 甲賀市社區巴士 | 只於平日行走 |

## 相鄰車站
西日本旅客鐵道
 草津線
寺庄－甲南－貴生川

## 注腳
1. ↑  甲南町企画室 1973，第11頁.
2. ↑  甲南町企画室 1973，第58頁.
3. ↑   (新闻稿). 西日本旅客鉄道. 2017-12-15  [2021-01-19]. （原始内容存档于2019-06-05） （日语）.
4. ↑  . 京都新聞.   [2019-10-24]. （原始内容存档于2021-10-01） （日语）.
5. ↑  . 甲賀市. 2016年12月12日: 78（便覧・年表編） （日语）.
6. ↑  滋賀縣統計書
7. ↑  平成4年滋賀県統計書[]（日語）
8. ↑  平成5年滋賀県統計書[]（日語）
9. ↑  平成6年滋賀県統計書[]（日語）
10. ↑  平成7年滋賀県統計書[]（日語）
11. ↑  平成8年滋賀県統計書[]（日語）
12. ↑  平成9年滋賀県統計書[]（日語）
13. ↑  平成10年滋賀県統計書[]（日語）
14. ↑  平成11年滋賀県統計書[]（日語）
15. ↑  平成12年滋賀県統計書[]（日語）
16. ↑  平成13年滋賀県統計書[]（日語）
17. ↑  平成14年滋賀県統計書[]（日語）
18. ↑  平成15年滋賀県統計書[]（日語）
19. ↑  平成16年滋賀県統計書[]（日語）
20. ↑  平成17年滋賀県統計書[]（日語）
21. ↑  平成18年滋賀県統計書[]（日語）
22. ↑  平成19年滋賀県統計書[]（日語）
23. ↑  平成20年滋賀県統計書[]（日語）
24. ↑  平成21年滋賀県統計書[]（日語）
25. ↑  平成22年滋賀県統計書[]（日語）
26. ↑  平成23年滋賀県統計書 （页面存档备份，存于）（日語）
27. ↑  平成24年滋賀県統計書 （页面存档备份，存于）（日語）
28. ↑  平成25年滋賀県統計書 （页面存档备份，存于）（日語）
29. ↑  平成26年滋賀県統計書 （页面存档备份，存于）（日語）
30. ↑  平成27年滋賀県統計書 （页面存档备份，存于）（日語）
31. ↑  平成28年滋賀県統計書 （页面存档备份，存于）（日語）
32. ↑  平成29年滋賀県統計書 （页面存档备份，存于）（日語）
33. ↑  平成30年滋賀県統計書PDF（日語）
34. ↑  令和元年滋賀県統計書PDF（日語）

## 外部連結
- 甲南｜車站資訊：JR出門網 - 西日本旅客鐵道（日語）